# 울릉군 (선거구)
울릉군은 대한민국의 옛 국회의원 선거구이다. 당시 경상북도 울릉군 지역을 관할했다.

## 역사
1949년, 울릉도가 울릉군으로 개칭되었다. 이에 제2대 국회의원 선거를 앞두고 울릉도 선거구가 울릉군 선거구로 개편되었다.
제6대 국회의원 선거를 앞두고 포항시 선거구, 영일군 갑, 영일군 을 선거구와 통합되면서 포항시·영일군·울릉군 선거구를 이루게 됨에 따라 폐지되었다.

## 역대 국회의원
| 선거   | 정당 | 정당       | 의원   |
| ------ | ---- | ---------- | ------ |
| 1950년 |      | 일민구락부 | 서이환 |
| 1954년 |      | 자유당     | 최병권 |
| 1958년 |      | 자유당     | 최병권 |
| 1960년 |      | 무소속     | 전석봉 |

## 역대 선거 결과

### 대한민국 제2대 국회의원 선거
|  | 38.58% |

|  | 30.05% |

|  | 14.16% |

|  | 11.35% |

|  | 5.84% |

### 대한민국 제3대 국회의원 선거
|  | 32.08% |

|  | 24.23% |

|  | 23.05% |

|  | 20.62% |

|  | 0% |

|  | 0% |

|  | 0% |

### 대한민국 제4대 국회의원 선거
| 대한민국 제4대 국회의원 선거경상북도 울릉군 |        |        |        |        |      |      |  |
|                                             |        |        |        |        |      |      |  |
| 후보                                        | 후보   | 정당   | 득표   | 득표율 | 당락 | 비고 |  |
|                                             | 최병권 | 자유당 | 무투표 | 무투표 | 당선 |      |  |
| 합계                                        | 합계   | 합계   | 0표    |        |      |      |  |

### 대한민국 제5대 국회의원 선거
|  | 20.15% |

|  | 19.87% |

|  | 15.82% |

|  | 13.49% |

|  | 12.29% |

|  | 6.55% |

|  | 5.35% |

|  | 3.02% |

|  | 2.82% |

|  | 0.59% |